# Francesco Barra
Francesco Barra (Somma Vesuviana, 11 settembre 1949 – 29 marzo 2022) è stato un politico italiano.

## Biografia
Sindacalista della Uilm in Campania, è esponente del Partito Socialista Italiano, che lascia nel 1993 per dare vita a Rinascita Socialista, formazione che partecipa alla coalizione dei Progressisti in vista delle elezioni politiche del 1994. Nell'occasione Barra viene candidato al Senato in Campania, venendo eletto nel collegio uninominale di Pomigliano d'Arco. Risulta uno degli unici due esponenti di RS (l'altro è il deputato Vincenzo Mattina) in Parlamento. Nell'autunno 1994, con tutta RS, aderisce alla Federazione Laburista.
Alle elezioni politiche del 1996 viene ricandidato alla Camera dei deputati nel collegio uninominale di Nola, sostenuto da L'Ulivo, non risultando eletto.
Nel 1998, assieme al resto della Federazione Laburista, aderisce alla nascita dei Democratici di Sinistra.
A febbraio 2002 viene nominato membro del Cda della società Napoli Servizi, che gestisce la pulizia dei servizi interni comunali partenopei.
Dal novembre 2019 è il coordinatore regionale campano del movimento Socialismo del XXI Secolo.
È morto il 29 marzo 2022.